# MKB-10 Poglavje II: Neoplazme
| Mednarodna klasifikacija bolezni in sorodnih zdravstvenih problemov 10. popravljena izdaja | Mednarodna klasifikacija bolezni in sorodnih zdravstvenih problemov 10. popravljena izdaja | Mednarodna klasifikacija bolezni in sorodnih zdravstvenih problemov 10. popravljena izdaja     |
| Poglavje                                                                                   | Kategorije                                                                                 | Naslov                                                                                         |
| ------------------------------------------------------------------------------------------ | ------------------------------------------------------------------------------------------ | ---------------------------------------------------------------------------------------------- |
| I                                                                                          | A00-B99                                                                                    | Nekatere infekcijske in parazitske bolezni                                                     |
| II                                                                                         | C00-D48                                                                                    | Neoplazme                                                                                      |
| III                                                                                        | D50-D89                                                                                    | Bolezni krvi in krvotvornih organov in nekatere bolezni, pri katerih je udeležen imunski odziv |
| IV                                                                                         | E00-E90                                                                                    | Endokrine, prehranske in presnovne bolezni                                                     |
| V                                                                                          | F00-F99                                                                                    | Duševne in vedenjske motnje                                                                    |
| VI                                                                                         | G00-G99                                                                                    | Bolezni živčevja                                                                               |
| VII                                                                                        | H00-H59                                                                                    | Bolezni očesa in adneksov                                                                      |
| VIII                                                                                       | H60-H95                                                                                    | Bolezni ušesa in mastoida                                                                      |
| IX                                                                                         | I00-I99                                                                                    | Bolezni obtočil                                                                                |
| X                                                                                          | J00-J99                                                                                    | Bolezni dihal                                                                                  |
| XI                                                                                         | K00-K93                                                                                    | Bolezni prebavil                                                                               |
| XII                                                                                        | L00-L99                                                                                    | Bolezni kože in podkožja                                                                       |
| XIII                                                                                       | M00-M99                                                                                    | Bolezni mišično-skeletnega sistema in vezivnega tkiva                                          |
| XIV                                                                                        | N00-N99                                                                                    | Bolezni sečil in spolovil                                                                      |
| XV                                                                                         | O00-O99                                                                                    | Nosečnost, porod in poporodno obdobje                                                          |
| XVI                                                                                        | P00-P96                                                                                    | Nekatera stanja, ki izvirajo v obporodnem obdobju                                              |
| XVII                                                                                       | Q00-Q99                                                                                    | Prirojene malformacije, deformacije in kromosomske nenormalnosti                               |
| XVIII                                                                                      | R00-R99                                                                                    | Simptomi, znaki in nenormalni klinični in laboratorijski izvidi, ki niso uvrščeni drugje       |
| XIX                                                                                        | S00-T98                                                                                    | Poškodbe, zastrupitve in nekatere druge posledice zunanjih vzrokov                             |
| XX                                                                                         | V01-Y98                                                                                    | Zunanji vzroki obolevnosti in umrljivosti                                                      |
| XXI                                                                                        | Z00-Z99                                                                                    | Dejavniki, ki vplivajo na zdravstveno stanje in na stik z zdravstveno službo                   |
| XXII                                                                                       | U00-U99                                                                                    | Kode za posebno uporabo                                                                        |

Mednarodno klasifikacijo bolezni in sorodnih zdravstvenih problemov 10-ta revizija (MKB-10) objavlja Svetovna zdravstvena organizacija (WHO)..  Ta stran vsebuje MKB-10 Poglavje II: Neoplazme.

## C00-D48 - Neoplazme

### (C00-C14)Maligne neoplazmeustnice, ustne votline inžrela(farinks)
- (C00) Maligna neoplazma ustnice
- (C00.0) Zunanja zgornja ustnica
- (C00.1) Zunanja spodnja ustnica
- (C00.2) Zunanja ustnica, neopredeljena
- (C00.3) Zgornja ustnica, notranji del
- (C00.4) Spodnja ustnica, notranji del
- (C00.5) Ustnica, neopredeljena, notranji del
- (C00.6) Komisura ustnic (ustni kot)
- (C00.8) Preraščajoča lezija ustnice
- (C00.9) Ustnica, neopredeljena
- (C01) Maligna neoplazma baze jezika
- (C02) Maligna neoplazma drugih in neopredeljenih delov jezika
- (C02.0) Dorzalna površina jezika
- (C02.1) Rob jezika
- (C02.2) Ventralna površina jezika
- (C02.3) Spodnji dve tretjini jezika, brez opredelitve mesta
- (C02.4) Jezična tonzila (jezični mandelj)
- (C02.8) Preraščajoča lezija jezika
- (C02.9) Jezik, neopredeljena
- (C03) Maligna neoplazma dlesni
- (C03.0) Zgornja dlesen
- (C03.1) Spodnja dlesen
- (C03.9) Dlesen, neopredeljena
- (C04) Maligna neoplazma ustnega dna
- (C04.0) Sprednje ustno dno
- (C04.1) Lateralno (stransko) ustno dno
- (C04.8) Preraščajoča lezija ustnega dna
- (C04.9) Ustno dno, neopredeljeno
- (C05) Maligna neoplazma neba
- (C05.0) Trdo nebo
- (C05.1) Mehko nebo
- (C05.2) Uvula (jeziček)
- (C05.8) Preraščajoča lezija neba
- (C05.9) Nebo, neopredeljeno
- (C06) Maligna neoplazma drugih in neopredeljenih ustih delov
- (C06.0) Bukalna (lična) sluznica
- (C06.1) Vestibulum ust (ustna votlina)
- (C06.2) Retromolarni področje
- (C06.8) Preraščajoča lezija drugih in neopredeljenih ustih delov
- (C06.9) Usta, neopredeljena
- (C07) Maligna neoplazma parotidne žleze (obušesne slinavke)
- (C08) Maligna neoplazma drugih in neopredeljenih velikih žlez slinavk
- (C08.0) Submandibularna (podčeljustna) slinavka
- (C08.1) Sublingvalna (podjezična) slinavka
- (C08.8) Preraščajoča lezija velikih žlez slinavk
- (C08.9) Velika žleza slinavka, neopredeljena
- (C09) Maligna neoplazma tonzile
- (C09.0) Tonzilarna loža
- (C09.1) Tonzilarni (nebni) lok
- (C09.8) Preraščajoča lezija tonzile
- (C09.9) Tonzila, neopredeljena
- (C10) Maligna neoplazma orofarinksa (ustnega dela žrela)
- (C10.0) Valekula
- (C10.1) Sprednja površina epiglotisa (poklopca)
- (C10.2) Stranska stena orofarinksa
- (C10.3) Zadnja stena orofarinksa
- (C10.4) Branhialna reža
- (C10.8) Preraščajoča lezija orofarinksa
- (C10.9) Orofarinks, neopredeljen
- (C11) Maligna neoplazma nazofarinksa (nosnega dela žrela)
- (C11.0) Zgornja stena nazofarinksa
- (C11.1) Zadnja stena nazofarinksa
- (C11.2) Stranska stena nazofarinksa
- (C11.3) Sprednja stena nazofarinksa
- (C11.8) Preraščajoča lezija nazofarinksa
- (C11.9) Nazofarinks, neopredeljen
- (C12) Maligna neoplazma piriformnega sinusa
- (C13) Maligna neoplazma hipofarinksa (spodnjega dela žrela)
- (C13.0) Postkrikoidna regija
- (C13.1) Aripiglotisna guba, hipofaringealni del
- (C13.2) Zadnja stena hipofarinksa
- (C13.8) Preraščajoča lezija hipofarinksa
- (C13.9) Hipofarinks, neopredeljen
- (C14) Maligna neoplazma drugih in slabo opredeljenih mest na ustnici, v ustni votlini in farinksu
- (C14.0) Farinks (žrelo), neopredeljen
- (C14.2) Waldeyerjev obroč
- (C14.8) Preraščajoča lezija ustnice, ustne votline in farinksa

### (C15-C26)Maligna neoplazmaprebavil
- (C15) Maligna neoplazma požiralnika
- (C16) Maligna neoplazma želodca
  - (C16.0) Kardija
  - (C16.1) Dno želodca
  - (C16.2) Telo želodca
  - (C16.3) Pilorični antrum (votlina)
  - (C16.4) Pilorus (vratar)
  - (C16.5) Mala želodčna krivina, neopredeljena
  - (C16.6) Velika želodčna krivina, neopredeljena
  - (C16.8) Preraščajoča lezija želodca
  - (C16.9) Želodec, neopredeljen
- (C17) Maligna neoplazma tankega črevesa
  - (C17.0) Dvanajsternik
  - (C17.1) Jejunum (tešče črevo)
  - (C17.2) Ileum (vito črevo)
  - (C17.3) Meckelov divertikel
  - (C17.8) Preraščajoča lezija tanko črevo
  - (C17.9) Tanko črevo, neopredeljeno
- (C18) Maligna neoplazma debelega črevesa (kolon)
  - (C18.0) Slepo črevo (cekum)
  - (C18.1) Slepič (apendiks)
  - (C18.2) Ascendentni (navzgornji) kolon (del debelega črevesa)
  - (C18.3) Hepatična fleksura (jetrni zavoj)
  - (C18.4) Transverzni (prečni) kolon (prečno debelo črevo)
  - (C18.5) Splenična fleksura (vranični zavoj)
  - (C18.6) Descendentni (navzdolnji) kolon (del debelega črevesa)
  - (C18.7) Sigmoidni kolon (esasto debelo črevo)
  - (C18.8) Preraščajoča lezija debelega črevesa
  - (C18.9) Debelo črevo (kolon), neopredeljen
- (C19) Maligna neoplazma rektosigmoidne zveze
- (C20) Maligna neoplazma rektuma (danke)
- (C21) Maligna neoplazma anusa (zadnjika) in analnega kanala (zadnjičnega kanala)
- (C21.0) Anus (zadnjik), neopredeljen
- (C21.1) Analni (zadnjični) kanal
- (C21.2) Kloakogeni predel
- (C21.8) Preraščajoča lezija rektuma, anusa in analnega kanala
- (C22) Maligne neoplazme jeter in intrahepatičnih (znotrajjetrnih) žolčnih vodov
  - (C22.0) Karcinom jetrnih celic
    - Hepatocelularni karcinom
    - Hepatom

  - (C22.1) Karcinom intrahepatičnega žolčevoda
    - Holangiokarcinom

  - (C22.2) Hepatoblastom
  - (C22.3) Angiosarkom jeter
    - Sarkom Kupfferjevih celic

  - (C22.4) Drugi sarkomi jeter
  - (C22.7) Drugi opredeljeni karcinomi jeter
  - (C22.9) Jetra, neopredeljena
- (C23) Maligna neoplazma žolčnika
- (C24) Maligna neoplazma drugih in neopredeljenih delov biliarnega trakta (žolčnih poti)
- (C24.0) Ekstrahepatični (zunajjetrni) žolčevod
- (C24.1) Vaterjeva ampula
- (C24.8) Preraščajoča lezija biliarnega trakta (žolčnih poti)
- (C24.9) Biliarni trakt, neopredeljen
- (C25) Maligna neoplazma trebušne slinavke
  - (C25.0) Glava trebušne slinavke
  - (C25.1) Telo trebušne slinavke
  - (C25.2) Rep trebušne slinavke
  - (C25.3) Pankreatični vod (izvodilo trebušne slinavke)
  - (C25.4) Endokrini del trebušne slinavke
  - (C25.7) Drugi deli trebušne slinavke
  - (C25.8) Preraščajoča lezija trebušne slinavke
  - (C25.9) Trebušna slinavka, neopredeljena
- (C26) Maligne neoplazme drugih in slabo opredeljenih prebavnih organih
- (C26.0) Intestinalni (prebavni) trakt, predel neopredeljen
- (C26.1) Vranica
- (C26.8) Preraščajoča lezija prebavnega sistema
- (C26.9) Slabo opredeljena mesta v prebavnem sistemu

### (C30-C39)Maligne neoplazmerespiratornih (dihalnih)inintratorakalnih (prsnih) organov
- (C30) Maligna neoplazma nosne votline in srednjega ušesa
  - (C30.0) Nosna votlina
  - (C30.1) Srednje uho
- (C31) Maligna neoplazma paranazalnih (akcesornih, obnosnih) sinusov (votlin)
- (C31.0) Maksiliarni sinus (čeljustična obnosna votlina)
- (C31.1) Etmoidalni sinus (sitkine celice)
- (C31.2) Frontalni sinus (čelna obnosna votlina)
- (C31.3) Sfenoidalni sinus (zagozdnična obnosna votlina)
- (C31.8) Preraščajoča lezija paranazalnih (akcesornih, obnosnih) sinusov (votlin)
- (C31.9) Paranazalni (akcesorni, obnosni) sinus (votlina), neopredeljen
- (C32) Maligna neoplazma grla (larinksa)
- (C33) Maligna neoplazma sapnika (traheje)
- (C34) Maligna neoplazma bronhija (sapnice) in pljuč
  - (C34.0) Glavni bronhij (glavna sapnica)
  - (C34.1) Zgornji lobus (reženj), bronhij ali pljuča
  - (C34.2) Srednji lobus (reženj), bronhij ali pljuča
  - (C34.3) Spodnji lobus (reženj), bronhij ali pljuča
  - (C34.8) Preraščajoča lezija bronhija in pljuč
  - (C34.9) Bronhij ali pljuča, neopredeljena
- (C37) Maligna neoplazma timusa (priželjca
- (C38) Maligna neoplazma srca, mediastinuma (medpljučja) in plevre (poprsnice)
  - (C38.0) Srce
  - (C38.1) Sprednji mediastinum (sprednje medpljučje)
  - (C38.2) Zadnji mediastinum (zadnje medpljučje)
  - (C38.3) Mediastinum, neopredeljen del
  - (C38.4) Plevra
  - (C38.8) Preraščajoča lezija srca, mediastinuma in plevre
- (C39) Maligne neoplazme drugih in slabo opredeljenih mest v dihalih in intratorakalnih (prsnih) organih
- (C39.0) Zgornji respiratorni (dihalni) trakt, neopredeljen del
- (C39.8) Preraščajoča lezija dihalnih in intratorakalnih organov
- (C39.9) Slabo opredeljena mesta v respiratornem (dihalnem) sistemu

### (C40-C41)Maligne neoplazmekostiinsklepnega hrustancaudov
- (C40) Maligna neoplazma kosti in sklepnega hrustanca udov
- (C40.0) Lopatica (skapula) in dolge kosti zgornjega uda
- (C40.1) Kratke kosti zgornjega uda
- (C40.2) Dolge kosti spodnjega uda
- (C40.3) Kratke kosti spodnjega uda
- (C40.8) Preraščajoča lezija kosti in sklepnega hrustanca udov
- (C40.9) Kost in sklepni hrustanec udov, neopredeljena
- (C41) Maligna neoplazma kosti in sklepnega hrustanca na drugih in neopredeljenih mestih
- (C41.0) Kosti lobanje in obraza
- (C41.1) Mandibula (spodnja čeljustnica)
- (C41.2) Hrbtenica
- (C41.3) Rebra, grodnica (sternum) in ključnica (klavikula)
- (C41.4) Medenične kosti, križnica, trtica
- (C41.8) Preraščajoča lezija kosti in sklepnega hrustanca
- (C41.9) Kost in sklepni hrustanec udov, neopredeljena

(Opomba: ICD-10 in ICD-O kode so običajno enake, ampak C42 je uporabljena le v ICD-O, ne pa tudi v ICD-10.)

### (C43-C44)Melanomin drugemaligne neoplazmekože
- (C43) Maligni melanom kože
- (C43.0) Maligni melanom ustnice
- (C43.1) Maligni melanom veke, vključno kantus
- (C43.2) Maligni melanom ušesa in zunanjega sluhovoda
- (C43.3) Maligni melanom drugih in neopredeljenih delov obraza
- (C43.4) Maligni melanom kože lobanje in vratu
- (C43.5) Maligni melanom trupa
- (C43.6) Maligni melanom zgornjega uda, vključno z ramo
- (C43.7) Maligni melanom spodnjega uda, vključno s kolkom
- (C43.8) Preraščajoči kožni maligni melanom
- (C43.9) Kožni maligni melanom, neopredeljen
- (C44) Druge maligne neoplazme kože
- (C44.0) Koža ustnice
- (C44.1) Koža veke, vključno kantus
- (C44.2) Koža ušesa in zunanjega sluhovoda
- (C44.3) Koža drugih in neopredeljenih delov obraza
- (C44.4) Koža kože lobanje in vratu
- (C44.5) Koža trupa
- (C44.6) Koža zgornjega uda, vključno z ramo
- (C44.7) Koža spodnjega uda, vključno s kolkom
- (C44.8) Preraščajoča lezija kože
- (C44.9) Maligna neoplazma kože, neopredeljena

### (C45-C49)Maligne neoplazmemezotelijskegainmehkega tkiva
- (C45) Mezoteliom
- (C45.0) Mezoteliom poprsnice (plevre)
- (C45.1) Mezoteliom potrebušnice (peritoneja)
- (C45.2) Mezoteliom osrčnika (perikarda)
- (C45.7) Mezoteliom drugih mest
- (C45.9) Mezoteliom, neopredeljen
- (C46) Kaposijev sarkom
- (C47) Maligna neoplazma perifernih živcev in avtonomnega živčevja
- (C47.0) Periferni živci glave, obraza in vratu
- (C47.1) Periferni živci zgornjega uda, vključno z ramo
- (C47.2) Periferni živci spodnjega uda, vključno s kolkom
- (C47.3) Periferni živci prsnega koša (toraksa)
- (C47.4) Periferni živci trebuha (abdomna)
- (C47.5) Periferni živci medenice (pelvisa)
- (C47.6) Periferni živci trupa, neopredeljeni
- (C47.8) Preraščajoča lezija perifernih živcev in avtonomnega živčevja
- (C47.9) Periferni živci in avtonomno živčevje, neopredeljeni
- (C48) Maligna neoplazma potrebušnice (peritoneja) in retroperitoneja
  - (C48.0) Retroperitonej
  - (C48.1) Opredeljeni deli potrebušnice (peritoneja)
  - (C48.2) Potrebušnica, neopredeljen
  - (C48.8) Preraščajoča lezija retroperitoneja in potrebušnice
- (C49) Maligna neoplazma drugega vezivnega in mehkega tkiva
  - (C49.0) Vezivno in mehko tkivo glave, obraza in vratu
    - Vezivno tkivo ušesa
    - Vezivno tkivo veke

  - (C49.1) Vezivno in mehko tkivo zgornjuga uda, vključno z ramo
  - (C49.2) Vezivno in mehko tkivo spodnjega uda, vključno s kolkom
  - (C49.3) Vezivno in mehko tkivo prsnega lkoša (toraksa)
    - Pazduha (aksila)
    - Prepona (diafragma)
    - Velike žile

  - (C49.4) Vezivno in mehko tkivo trebuha (abdomna)
    - Trebušna (abdominalna) stena
    - Hipohondrij

  - (C49.5) Vezivno in mehko tkivo medenice (pelvisa)
    - Zadnjica
    - Dimlje
    - Presredek (perinej)

  - (C49.6) Vezivno in mehko tkivo trupa, neopredeljeno
    - Hrbet BDO

  - (C49.8) Preraščajoča lezija vezivnega in mehkega tkiva
  - (C49.9) Vezivno in mehko tkivo, neopredeljeno

### (C50-C58)Maligne neoplazmedojkinženskih spolnih organov
- (C50) Maligna neoplazma dojke
- (C51) Maligna neoplazma ženskega zunanjega spolovila (vulve)
- (C52) Maligna neoplazma nožnice (vagine)
- (C53) Maligna neoplazma materničnega vratu (cerviksa)
- (C54) Maligna neoplazma materničnega telesa (uterinega korpusa)
- (C55) Maligna neoplazma maternice (uterusa), neopredeljeni del
- (C56) Maligna neoplazma jajčnika (ovarija)
- (C57) Maligne neoplazme drugih in neopredeljenih ženskih spolnih organov
  - (C57.0) Jajcevod
  - (C57.1) Široki ligament (široka maternična vez)
  - (C57.2) Okrogli ligament (okrogla maternična vez)
  - (C57.3) Obmaterničje (parametrij)
  - (C57.4) Maternični priveski (adneksi), neporedeljeni
  - (C57.7) Drugi opredeljeni ženski spolni organi
  - (C57.8) Preraščajoča lezija ženskih spolnih organov
  - (C57.9) Ženski spolni organ, neopredeljen
- (C58) Maligna neoplazma posteljice (placente)
  - Horiokarcinom BDO
  - Horioepiteliom BDO

### (C60-C63)Maligne neoplazmemoških spolnih organov
- (C60) Maligna neoplazma penisa
  - (C60.0) Prepucij (kožica penisa)
  - (C60.1) Glans (glavica) penisa
  - (C60.2) Telo penisa
  - (C60.8) Preraščajoča lezija penisa
  - (C60.9) Penis, neopredeljen
    - Koža penisa BDO
- (C61) Maligna neoplazma prostate (obsečnice)
- (C62) Maligna neoplazma moda
- (C63) Maligna neoplazma drugih in neopredeljenih moških spolnih organov
  - (C63.0) Obmodek (epididimis)
  - (C63.1) Spermatična vez
  - (C63.2) Mošnja (skrotum)
  - (C63.7) Drugi opredeljeni moški spolni organi
    - Semenjak, semenska vrečica (vesicula seminalis)
    - Serozna ovojnica testisa (Tunica vaginalis testis)

  - (C63.8) Preraščajoča lezija moških spolnih organov
  - (C63.9) Moški spolni organ, neopredeljen
    - Moški genitourinarni trakt BDO

### (C64-C68)Maligne neoplazmesečil
- (C64) Maligna neoplazma ledvic, razen ledvičnega meha
- (C65) Maligna neoplazma ledvičnega meha
- (C66) Maligna neoplazma sečevoda (uretra)
- (C67) Maligna neoplazma sečnega mehurja (sečnika)
- (C68) Maligna neoplazma drugih in neopredeljenih sečnih (urinarnih) organov
  - (C68.0) Sečnica (uretra)
  - (C68.1) Obsečnična (parauretralna) žleza
  - (C68.8) Preraščajoča lezija sečnih organov
  - (C68.9) Sečnih (urinarni) organ, neopredeljen

### (C69-C72)Maligne neoplazmeoči,možganovincentralnega živčnega sistema
- (C69) Maligne neoplazme očesa in priveskov (adneksov)
  - (C69.0) Veznica (konjunktiva
  - (C69.1) Roženica (kornea)
  - (C69.2) Mrežnica (retina)
  - (C69.3) Žilnica (choroidea)
  - (C69.4) Ciliarnik (ciliarno telo)
  - (C69.5) Solzna žleza in solzevod
  - (C69.6) Očnica (orbita)
  - (C69.8) Preraščajoča lezija očesa in priveskov
  - (C69.9) Oko, neopredeljeno
- (C70) Maligna neoplazma mening (ovojnic možganov in hrbtnega mozga)
  - (C70.0) Možganska ovojnica (cerebralna meninga)
  - (C70.1) Ovojnica hrbtnega mozga (spinalna meninga)
  - (C70.9) Meninge (ovojnice možganov in hrbtnega mozga), neopredeljene
- (C71) Maligna neoplazma možganov
  - (C71.0) Možgani, razen režnjev in prekatov (lobusov in ventriklov)
  - (C71.1) Čelni reženj (frontalni)
  - (C71.2) Senčnični reženj (temporalni)
  - (C71.3) Temenski reženj (parietalnia)
  - (C71.4) Zatilni reženj (okcipitalni)
  - (C71.5) Možganski prekat (cerebranlni ventrikel)
  - (C71.6) Mali možgani (cerebellum)
  - (C71.7) Možgansko deblo
  - (C71.8) Preraščajoča lezija možganov
  - (C71.9) Možgani, neopredeljeni
- (C72) Maligna neoplazma hrbtnega mozga, možganskih živcev in drugih delov centralnega živčnega sistema
  - (C72.0) Hrbtni mozeg
  - (C72.1) Konjski rep (cauda equina)
  - (C72.2) Vohalni živec (olfaktorni)
  - (C72.3) Vidni živec (optični)
  - (C72.4) Slušni živec (akustični)
  - (C72.5) Drugi in neopredeljeni možganski živci (kranialni)
  - (C72.8) Preraščajoča lezija možganov in drugih delov centralnega živčnega sistema
  - (C72.9) Centralni živčni sistem, neopredeljen

### (C73-C75)Maligne neoplazmeščitnicein drugihendokrinih žlez(žlez z notranjim izločanjem) in sorodnih struktur
- (C73) Maligna neoplazma ščitnice
- (C74) Maligna neoplazma nadledvične žleze
  - (C74.0) Skorja nadledvične žleze
  - (C74.1) Sredica nadledvične žleze
  - (C74.9) Nadledvična žleza, neopredeljena
- (C75) Maligna neoplazma drugih endokrinih žlez (žlez z notranjim izločanjem) in sorodnih struktur
  - (C75.0) Obščitnica (paratiroidna žleza)
  - (C75.1) Hipofiza
  - (C75.2) Kraniofaringealni vod
  - (C75.3) Češerika (epifiza)
  - (C75.4) Karotidno telesce
  - (C75.5) Aortno telesce in drugi paragangliji
  - (C75.8) Pluriglandularna prizadetost, neopredeljena
  - (C75.9) Endokrina žleza (žleza z notranjim izločanjem), neopredeljena

### (C76-C80)Maligne neoplazmeslabo opredeljenih, sekundarnih in neopredeljenih mest
- (C76) Maligna neoplazma, druga in slabo opredeljena mesta
  - (C76.0) Glava, obraz in vrat
  - (C76.1) Prsni koš (toraks)
  - (C76.2) Trebuh (abdomen)
  - (C76.3) Medenica (pelvis)
  - (C76.4) Zgornji ud
  - (C76.5) Spodnji ud
  - (C76.7) Druga slabo opredeljena mesta
  - (C76.8) Preraščajoča lezija drugih in slabo opredeljenih mest
- (C77) Sekundarna in neopredeljena maligna neoplazma bezgavk
  - (C77.0) Bezgavke glave, obraza, vratu
  - (C77.1) Intratorakalne bezgavke
  - (C77.2) Intraabdominalne bezgavke
  - (C77.3) Aksilarne (pazdušne) bezgavke in bezgavke zgornjega uda
  - (C77.4) Ingvinalne bezgavke in bezgavke spodnjega uda
  - (C77.5) Intrapelvične bezgavke (bezgavke v medenici)
  - (C77.8) Bezgavke multiplih regij (več področij)
  - (C77.9) Bezgavka,neopredeljena
- (C78) Sekundarna maligna neoplazma dihalnih in prebavnih organov
  - (C78.0) Sekundarna maligna neoplazma pljuč
  - (C78.1) Sekundarna maligna neoplazma mediastinuma (medpljučja)
  - (C78.2) Sekundarna maligna neoplazma plevre (popljučnice)
  - (C78.3) Sekundarna maligna neoplazma drugih in neopredeljenih respiratornih organov (dihal)
  - (C78.4) Sekundarna maligna neoplazma tankega črevesa
  - (C78.5) Sekundarna maligna neoplazma debelega črevesa
  - (C78.6) Sekundarna maligna neoplazma retroperitoneja in peritoneja
  - (C78.7) Sekundarna maligna neoplazma jeter
  - (C78.8) Sekundarna maligna neoplazma drugih in neopredeljenih prebavil
- (C79) Sekundarna maligna neoplazma drugih mest
- (C80) Maligna neoplazma brez opredeljenega mesta

### (C81-C96)Maligne neoplazmelimfatičnega,krvotvornegain sorodnega tkiva
- (C81) Hodgkinova bolezen
  - (C81.0) Prevladovanje limfocitov
  - (C81.1) Nodularna skleroza
  - (C81.2) Oblika z različnimi celicami
  - (C81.3) Lymphocytic depletion
  - (C81.7) Hodgkinova bolezen druge vrste
  - (C81.9) Hodgkinova bolezen, neopredeljena
- (C82) Folikularni ne-Hodgkinov limfom (nodularni)
  - (C82.0) Majhnih zarezanih celic
  - (C82.1) Mešanocelični z majhnimi zarezanimi in velikimi celicami, folikularni
  - (C82.2) Velikih celic, folikularni
- (C83) Difuzni ne-Hodgkinov limfom
  - (C83.0) Majhnih celic (difuzni)
  - (C83.1) Majhnih zarezanih celic (difuzni)
  - (C83.2) Mešani z majhnimi in velikimi celicami (difuzni)
  - (C83.3) Velikih celic (difuzni)
  - (C83.4) Imunoblastni (difuzni)
  - (C83.5) Limfoblastni (difuzni)
  - (C83.6) Nediferencirani (nezreli) (difuzni)
  - (C83.7) Burkittov limfom
  - (C83.8) Druge vrste difuznega ne-Hodgkinovega limfoma
  - (C83.9) Difuzni ne-Hodgkinov limfom, neopredeljen
- (C84) Limfomi celic T in kožni limfom celic T
  - (C84.0) Fungoidna mikoza
  - (C84.1) Sézaryjeva bolezen
  - (C84.2) Limfom cone T
  - (C84.3) Limfoepiteloidni limfom
    - Lennertov limfom

  - (C84.4) Limfom celic T
  - (C84.5) Drugi in neopredeljeni limfomi celic T
- (C85) Druge in neopredeljene vrste ne-Hodgkinovega limfoma
  - (C85.0) Limfosarkom
  - (C85.1) Limfom celic B, neopredeljen
  - (C85.7) Druge opredeljene vrste ne-Hodgkinovega limfoma
    - Maligna retikuloendotelioza
    - Maligna retikuloza
    - Mikrogliom

  - (C85.9) Ne-Hodgkinov limfom, neopredeljen
- (C88) Maligne imunoproliferativne bolezni
  - (C88.0) Waldenströmova makroglobulinemija
  - (C88.1) Bolezen težkih verig alfa
  - (C88.2) Bolezen težkih verig gama
  - (C88.3) Imunoproliferativna bolezen tankega črevesa
- (C90) Diseminirani plazmacitom in maligne neoplazme plazmocitov
  - (C90.0) Diseminirani plazmacitom
    - Multipli mielom
    - Kahlerjeva bolezen
    - Mielomatoza

  - (C90.1) Plazmocelularna levkemija
  - (C90.2) Plazmocitom, ekstramedularni
    - Maligne neoplazme plazmocitov BDO
    - Plazmocitom BDO
    - Solitarni plazmocitom
- (C91) Limfatična levkemija
  - (C91.0) Limfoblastna levkemija, akutna
  - (C91.1) Limfocitna levkemija, kronična
  - (C91.1) Limfocitna levkemija, subakutna
  - (C91.1) Prolimfocitna levkemija
  - (C91.4) Dlakastocelična levkemija
  - (C91.1) Levkemija celic T pri odraslih
  - (C91.1) Druge vrste limfatične levkemije
  - (C91.1) Limfatična levkemija, neopredeljena
- (C92) Mieloična levkemija
  - (C92.0) Mieloična levkemija, akutna
  - (C92.1) Mieloična levkemija, kronična
  - (C92.2) Mieloična levkemija, subakutna
  - (C92.3) Mieloični sarkom
    - Klorom
    - Granulicitni sarkom

  - (C92.4) Promielocitna levkemija, akutna
  - (C92.5) Mielomonocitna levkemija, akutna
- (C93) Monocitna levkemija
  - (C93.0) Monocitna levkemija, akutna
  - (C93.1) Monocitna levkemija, kronična
  - (C93.2) Monocitna levkemija, subakutna
- (C94) Druge levkemije z opredeljenim celičnim tipom
  - (C94.0) Akutna eritremija in eritrolevkemija
    - Di Guglielmova bolezen

  - (C94.1) Kronična eritremija
  - (C94.2) Akutna megakarioblastna levkemija
  - (C94.3) Mastocitna levkemija
  - (C94.4) Akutna panmelioza
  - (C94.5) Akutna mielofibroza
  - (C94.7) Druge opredeljene levkemije
- (C95) Levkemija z neopredeljenim celičnim tipom
  - (C95.0) Akutna levkemija z neopredeljenim celičnim tipom
  - (C95.1) Kronična levkemija z neopredeljenim celičnim tipom
  - (C95.2) Subakutna levkemija z neopredeljenim celičnim tipom
  - (C95.7) Druge vrste levkemija z neopredeljenim celičnim tipom
  - (C95.9) Levkemija, neopredeljena
- (C96) Druge in neopredeljene maligne neoplazme limfatičnega, krvotvornega in sorodnega tkiva
  - (C96.0) Letterer-Siwejeva bolezen
  - (C96.1) Maligna histiocitoza
  - (C96.2) Maligna neoplazma mastocitov
    - Maligna mastocitoza
    - Maligni mastocitom

  - (C96.3) Pravi histiocitni limfom
  - (C96.7) Druge opredeljene maligne neoplazme limfatičnega, krvotvornega in sorodnega tkiva
  - (C96.9) Maligna neoplazma limfatičnega, krvotvornega in sorodnega tkiva, neopredeljena

### (C97)Maligne neoplazmena več neodvisnih (primarnih) mestih
- (C97) Maligne neoplazme na več neodvisnih (primarnih) mestih

### (D00-D09)Neoplazmein situ
- (D00) Karcinom in situ ustne votline, požiralnika in želodca
- (D01) Karcinom in situ drugih in neopredeljenih prebavnih organov
  - (D01.0) Debelo črevo
  - (D01.1) Rektosigmoidna zveza
  - (D01.2) Danka (rektum)
  - (D01.3) Anus in analni kanal
  - (D01.4) Drugi in neopredeljeni deli črevesa
  - (D01.5) Jetra, žolčnik in žolčni vodi
  - (D01.7) Drugi opredeljeni prebavni organi
  - (D01.9) Prebavni organ, neopredeljen
- (D02) Karcinom in situ srednejega ušesa in dihal
  - (D02.0) Grlo (larinks)
  - (D02.1) Sapnik (traheja)
  - (D02.2) Sapnica (bronhij) in pljuča
  - (D02.3) Drugi deli dihal
    - Obnosne votline
    - Srednje uho
    - Nosni votlini

  - (D02.4) Dihala, neopredeljena
- (D03) Melanom in situ
- (D04) Karcinom in situ kože
- (D05) Karcinom in situ dojke
- (D06) Karcinom in situ materničnega vratu
- (D07) Karcinom in situ drugih in neopredeljenih spolnih organov
  - (D07.0) Endometrij
  - (D07.1) Vulva (žensko zunanje spolovilo)
  - (D07.2) Nožnica (vagina)
  - (D07.3) Drugi in neopredeljeni ženski spolni organi
  - (D07.4) Penis
  - (D07.5) Prostata
  - (D07.6) Drugi in neopredljeni moški spolni organi
- (D09) Karcinom in situ drugih in neopredeljenih mest
- (D09.0) Sečni mehur
- (D09.1) Drugi in neopredeljeni sečni organi
- (D09.2) Oko
- (D09.3) Ščitnica in druge endokrine žleze (žleze z notranjim izločanjem)
- (D09.7) Karcinom in situ drugih opredeljenih mest
- (D09.9) Karcinom in situ, neopredeljen

### (D10-D36)Benigne neoplazme
- (D10) Benigna neoplazma ust in žrela
- (D11) Benigna neoplazma velikih žlez slinavk
  - (D11.0) Obušesnica (parotidna žleza)
  - (D11.7) Druge velike žleze slinavke
    - Podjezična žleza (sublingvalna)
    - Podčeljustna žleza (podčeljustna)

  - (D11.9) Velika žleza slinavka, neopredeljena
- (D12) Benigna neoplazma grecesa, danke, anusa in analnega kanala
  - (D12.0) Slepo črevo (cerkum)
  - (D12.1) Slepič (apendiks)
  - (D12.2) Ascendentni kolon (navzgornje debelo črevo)
  - (D12.3) Transverzalni kolon (prečno debelo črevo)
  - (D12.4) Descendentni kolon (navzdolnje debelo črevo)
  - (D12.5) Sigmoidni kolon (esasto debelo črevo)
  - (D12.6) Kolon (debelo črevo), neopredeljen
    - Adenomatoza debelega črevesa (kolona)

  - (D12.7) Rektosigmoidna zveza
  - (D12.8) Danka (rektum )
  - (D12.9) Anus in analni kanal
- (D13) Benigna neoplazma drugih in slabo opredeljenih delov prebavil
  - (D13.0) Požiralnik (ezofagus)
  - (D13.1) Želodec
  - (D13.2) Dvanajsternik (duodenum)
  - (D13.3) Drugi in opredeljeni deli tankega črecesa
  - (D13.4) Jetra
    - Intrahepatični žolčevodi

  - (D13.5) Ekstrahepatični žolčevodi
  - (D13.6) Trebušna slinavka (pankreas)
  - (D13.7) Endokrini del trebušne slinavke
    - Tumor celic otočkov
    - Tumor Langerhansovih otočkov

  - (D13.9) Slabo opredeljena mesta v prebavilih
    - Prebavila BDO
    - Črevo BDO
    - Vranica
- (D14) Benigna neoplazma srednjega ušesa in dihal
  - (D14.0) MiddSrednej uho, nosna votlina in obnosni sinusi
  - (D14.1) Grlo (larinks)
  - (D14.2) Sapnik (traheja)
  - (D14.3) Sapnica (bronhus) in pljuča
  - (D14.4) Dihala, neopredeljena
- (D15) Benigna neoplazma drugih in neopredeljenih prsnih (intratorakalnih) organov
  - (D15.0) Priželjc (timus)
  - (D15.1) Srce
  - (D15.2) Medpljučje (mediastinum)
- (D16) Benigna neoplazma kosti in sklepnega hrustanca
  - (D16.0) Lopatica (skapula) in dolge kosti zgornje okončine
  - (D16.1) Kratke kosti zgornjega uda
  - (D16.2) Dolge kosti spodnjega uda
  - (D16.3) Kratke kosti spodnjega uda
  - (D16.4) Lobanjske in obrazne kosti
  - (D16.5) Spodnja čeljustnica
  - (D16.6) Hrbtenica
  - (D16.7) Rebra, grodnica (sternum) in ključnica (klavikula)
  - (D16.8) Medenične kosti, križnica in trtica
  - (D16.9) Kost in sklepni hrustanec, neopredeljena
- (D17) Benigna lipomatozna neoplazma (benigna neoplazma maščobnega tkiva)
- (D18) Hemangiom in limfangiom, katerokoli mesto
  - (D18.0) Hemangiom, katerokoli mesto
    - Angiom BDO

  - (D18.1) Limfangiom, katerokoli mesto
- (D19) Benigna neoplazma mezotelijskega tkiva
- (D20) Benigna neoplazma mehkega tkiva retroperitoneja in peritoneja
- (D21) Druge benigne neoplazme vezivnega in drugega mehkega tkiva
  - (D21.0) Vezivno in drugo mehko tkivo glave, obraza in vratu
  - (D21.1) Vezivno in drugo mehko tkivo zgornjega uda, vključno rama
  - (D21.2) Vezivno in drugo mehko tkivo spodnjega uda, vključno kolk
  - (D21.3) Vezivno in drugo mehko tkivo prsnega koša
    - Pazduha (aksila)
    - Prepona (diafragma)
    - Velike žile

  - (D21.4) Vezivno in drugo mehko tkivo trebuha
  - (D21.5) Vezivno in drugo mehko tkivo medenice
  - (D21.6) Vezivno in drugo mehko tkivo trupa, neopredeljeno
  - (D21.9) Vezivno in drugo mehko tkivo, neopredeljeno
- (D22) Melanocitni nevusi
- (D23) Druge Benigne neoplazme kože
- (D24) Benigne neoplazme dojke
- (D25) Leiomiom maternice (uterus)
  - Fibromiom maternice
- (D26) Druge benigne neoplazme maternice
- (D27) Benigna neoplazma jajčnika
- (D28) Benigna neoplazma drugih in neopredeljenih ženskih spolnih organov
  - (D28.0) Vulva (žensko zunanje spolovilo)
  - (D28.1) Nožnica (vagina)
  - (D28.2) Jajcevod in vezi (ligamenti)
  - (D28.7) Drugi in opredeljeni ženski spolni organi
  - (D28.9) Ženski spolni organ, neopredeljen
- (D29) Benigna neoplazma moških spolnih organov
  - (D29.0) Penis
  - (D29.1) Prostata (obsečnica)
  - (D29.2) Modo (testis)
  - (D29.3) Obmodek (epididimis)
  - (D29.4) Mošnja (skrotum)
  - (D29.7) Drugi moški spolni organi
  - (D29.9) Prostata
- (D30) Benigna neoplazma of sečnih organov
  - (D30.0) Ledvica
  - (D30.1) Ledvični meh (pelvis)
  - (D30.2) Sečevod (ureter)
  - (D30.3) Sečni mehur (sečnik)
  - (D30.4) Sečnica (uretra)
  - (D30.7) Drugi sečni organi
    - Parauretralne žleze

  - (D30.9) Sečni organ, neopredeljen
- (D31) Benigna neoplazma očesa in adneksa (priveskov)
- (D32) Benigna neoplazma meninge (možganskih ovojnic in ovojnic hrbtnega mozga)
- (D33) Benigna neoplazma možganov in drugih deloc centralnega živčevja
- (D34) Benigna neoplazma ščitnice
- (D35) Benigna neoplazma drugih in neopredeljenih endokrinih žlez (žlez z notranim izločanjem)
  - (D35.0) Nadledvična žleza
  - (D35.1) Obščitnična žleza
  - (D35.2) Hipofiza
  - (D35.3) Kraniofaringealni vod
  - (D35.4) Češerika
  - (D35.5) Karotidno telesce
  - (D35.6) Aortno telesce in drugi paragangliji
  - (D35.7) Druge opredeljene žleze z notranim izločanjem
  - (D35.8) Pluriglandularna prizadetost
  - (D35.9) Žleza z notranim izločanjem, neopredeljena
- (D36) Benigna neoplazma drugih in neopredeljenih mest
  - (D36.0) Bezgavke
  - (D36.1) Periferni živci in avtonomno živčevje
  - (D36.7) Druga opredeljena mesta
  - (D36.p) Benigna neoplazma neopredeljenega mesta

### (D37-D48)Neoplazmenegotovega ali neznanega značaja
- (D37) Neoplazma negotovega ali neznanega značaja ustne votline in prebavil
- (D38) Neoplazma negotovega ali neznanega značaja srednjega ušesa in dihalnih (respiratornih)in prsnih organov (intratorakalnih)
- (D39) Neoplazma negotovega ali neznanega značaja ženskih spolnih organov
  - (D39.0) Maternica (uterus)
  - (D39.1) Jajčnik (ovarij)
  - (D39.2) Posteljica (placenta)
  - (D39.7) Drugi ženski spolni organi
    - Koža ženskih spolnih organov

  - (D39.9) Ženski spolni organ, neopredeljen
- (D40) Neoplazma negotovega ali neznanega značaja moških spolnih organov
- (D41) Neoplazma negotovega ali neznanega značaja sečil
- (D42) Neoplazma negotovega ali neznanega značaja mening (ovojnic možganov in hrbtnega mozga)
- (D43) Neoplazma negotovega ali neznanega značaja možganov in centralnega živčnega sistema
- (D44) Neoplazma negotovega ali neznanega značaja endokrinih žlez (žlez z notranjim izločanjem)
  - (D44.0) Ščitnica
  - (D44.1) Nadledvična žleza
  - (D44.2) Obščitnica
  - (D44.3) Hipofiza
  - (D44.4) Kraniofaringealni vod
  - (D44.5) Češerika
  - (D44.6) Karotidno telesce
  - (D44.7) Aortno telesce in drugi paragangliji
  - (D44.8) Pluriglandularna prizadetost
    - Multipla endokrina adenomatoza

  - (D44.9) Endokrina žleza, neopredeljena
- (D45) Policitemija vera (prava policitemija)
- (D46) Mielodisplastični sindrom
- (D47) Druge neoplazme negotovega ali neznanega značaja limfatičnega, krvotvornega in sorodnega tkiva
  - (D47.0) Histiocitični in mastocitični tumor tumours negotovega ali neznanega značaja
    - Mastocitični tumor BDO
    - Mastocitom BDO

  - (D47.1) Kronična mieloproliferativna bolezen
    - Mielofibroza (z mieloidno metaplazijo)
    - Mieloproliferativna bolezen, neopredeljena
    - Mieloskleroza (megakariocitna) z mieloidno metaplazijo

  - (D47.2) Monoklonska gamopatija
  - (D47.3) Esencialna (hemoragična) trombocitemija
  - (D47.7) Druge opredeljene neoplazme negotovega ali neznanega značaja limfatičnega, krvotvornega in sorodnega tkiva
  - (D47.9) Neoplazma negotovega ali neznanega značaja limfatičnega, krvotvornega in sorodnega tkiva, neopredeljena
- (D48) Neoplazma negotovega ali neznanega značaja drugih in neopredeljenih mest
  - (D48.0) Kosti in sklepni hrustanec
  - (D48.1) Vezivno in mehko tkivo]]
  - (D48.2) Periferni živci in avtonomno živčevje
  - (D48.3) Retroperitonej
  - (D48.4) Peritonej (potrebušnica)
  - (D48.5) Koža
  - (D48.6) Dojka
  - (D48.7) Druga opredeljena mesta
    - Oko
    - Srce
    - Periferni živci orbite

  - (D48.9) Neoplazma negotovega ali neznanega značaja, neopredeljena
    - Rašča, BDO
    - Neoplazma BDO
    - Nova rašča BDO
    - Tumor BDO